# Adolphine Kok
Adolphine Kok, född 1879, död 1928, var en nederländsk jurist. 
Hon blev 1903 landets första kvinnliga advokat. 